# Ornette Coleman

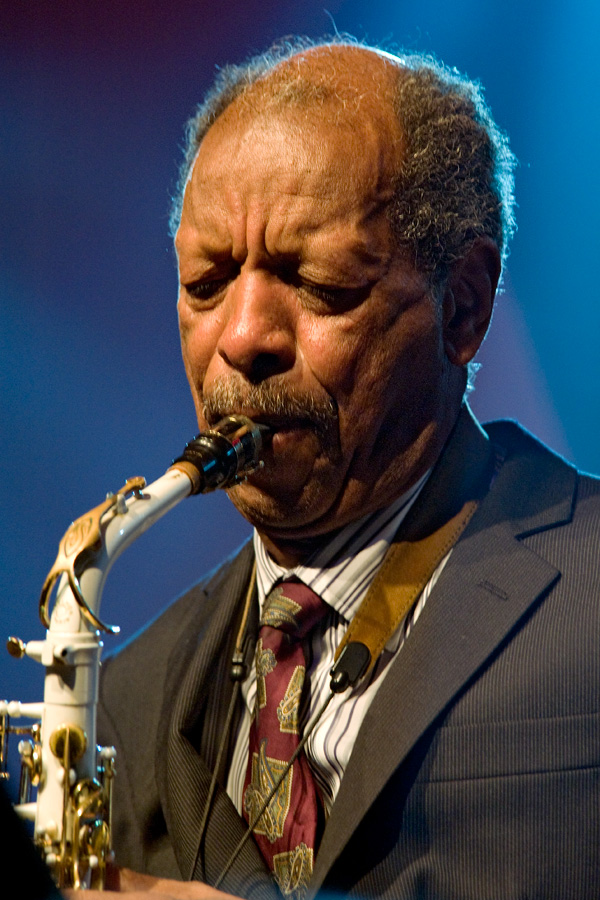
Ornette Coleman (2011)

Randolph Denard Ornette Coleman (ur. 9 marca 1930 w Fort Worth, zm. 11 czerwca 2015 w Nowym Jorku) – amerykański saksofonista jazzowy i kompozytor. Jest uważany za jednego z twórców i najwybitniejszych przedstawicieli free jazzu. Podstawowym instrumentem Colemana był saksofon altowy, oprócz tego grał również na trąbce i skrzypcach, stosując niestandardową technikę (np. skrzypce traktowane jako instrument perkusyjny). Laureat NEA Jazz Masters Award w 1984.

## Życiorys
Ornette Coleman rozpoczął naukę gry na saksofonie altowym w wieku 14 lat; zasadniczo był samoukiem. W 1949 r. zaczął swoją działalność grając na saksofonie altowym i barytonowym w zespołach rhythmandbluesowych i bebopowych w rodzinnym Teksasie. Okres ten trwał prawie 10 lat. Na początku lat 50. przeprowadził się do Los Angeles, gdzie pracował jako windziarz, doskonalił umiejętności muzyczne jako samouk, ale głównie poświęcił się studiowaniu teorii muzyki, zwłaszcza kompozycji. Od początku kariery prezentował bardzo indywidualne i eksperymentalne podejście do muzyki, co spotykało się z niechęcią ówczesnych jazzmanów (m.in. używanie przez Colemana skal naturalnych i wykraczanie poza system dur-moll było odbierane jako fałszowanie). Od wczesnego okresu gra Colemana wyróżniała się także charakterystycznym dźwiękiem, którego źródłem jest m.in. używanie przez muzyka saksofonów z plastiku.
Przełom nastąpił w 1958 r., gdy zgłosił się do producenta Lestera Koeniga, aby zaoferować mu kilka swoich kompozycji do wykorzystania podczas sesji nagraniowych. Koening nie tylko zaakceptował jego kompozycje, ale również zaproponował mu nagranie albumu dla firmy Contemporary. Pierwszych nagrań płytowych Coleman dokonał więc w 1958 r. z zespołem, w skład którego wchodził m.in. Don Cherry. Nagrania ukazały się na dwóch albumach: Something Else! i Tomorrow Is the Question!
W 1959 r. Coleman i Cherry dzięki pomocy Guthera Schullera i Johna Lewisa (z Modern Jazz Quartet) wzięli udział w letnich kursach w Jazz School w Lennox. W tym samym roku Coleman podpisał kontrakt z firmą Atlantic, dla której w ciągu następnych 2 lat nagrał 6 albumów. Rozpoczął także swoje stałe występy w klubie Five Spot. Pod koniec 1962 r. koncert grupy Colemana w nowojorskiej Town Hall (z basistą Davidem Izenzonem i perkusistą Charlesem Moffetem okazał się jego wielkim tryumfem. Wtedy też muzyk na dwa lata zniknął ze sceny jazzowej. Poświęcił się całkowicie nauce gry na skrzypcach i trąbce. Ponownie powrócił do działalności muzycznej w styczniu 1965 r. razem ze swoim triem.
W Cherrym Coleman znalazł partnera muzycznego, z którym na przełomie lat 50. i 60. nagrał kilka płyt uważanych obecnie za przełomowe. Wtedy też przejawiło się upodobanie Colemana do składów określanych jako „podwójne tria” lub „podwójne kwartety”, ze zdwojoną obsadą instrumentów. W 1960 r. „podwójny kwartet” w składzie: Coleman (saksofon altowy), Eric Dolphy (klarnet basowy), Cherry, Freddie Hubbard (trąbki), Charlie Haden, Scott LaFaro (kontrabasy), Ed Blackwell i Billy Higgins (zestawy perkusyjne) nagrał płytę pt. Free Jazz: A Collective Improvisation, będącą w zasadzie zapisem czterdziestominutowej kolektywnej improwizacji. Od tytułu tej płyty wziął następnie nazwę kierunek muzyczny znany jako free jazz.
Począwszy od wczesnych lat 60. muzyka Colemana zaczęła zdobywać popularność i wywierać wpływ na innych muzyków, takich jak John Coltrane, Albert Ayler i wielu innych. Równocześnie działalność Colemana wywoływała ożywione dyskusje, a sam muzyk przez niektórych uważany był za geniusza, zaś przez innych za hochsztaplera.
Od lat 70. Coleman występuje w składach z instrumentami elektrycznymi i określa swoją muzykę nazwą „muzyka harmolodyczna” (ang. harmolodics – neologizm mający oddawać jedność harmonii, rytmu – z ang. motion – i melodii). Do zasad muzyki harmolodycznej mają należeć m.in. kolektywna improwizacja, zniesienie podziału na instrument solowy i akompaniament oraz rezygnacja z tonalności. Krytycy zwracają jednak uwagę, że być może najtrafniejszym określeniem tej muzyki jest „free funk”, ze względu na pulsujacą, momentami niemal rockową rytmikę i dużą dynamikę. Do współpracowników Colemana z nowszego okresu należą Ronald Shannon Jackson, James Blood Ulmer, Jamaladeen Tacuma i inni.
Ornette Coleman jest niezwykle płodnym kompozytorem, wiele z jego kompozycji zyskało rangę standardów jazzowych, a płyty z jego kompozycjami nagrywali m.in. Pat Metheny i John Zorn. Coleman jest również autorem muzyki kameralnej oraz filmowej, m.in. do filmu Nagi Lunch Davida Cronenberga.
W Polsce Ornette Coleman koncertował w ramach festiwalu Jazz Jamboree w latach 1971, 1984, 1993, a także na Warsaw Summer Jazz Days w 2007 roku oraz na festiwalu „Jazzowa Jesień w Bielsku-Białej” w roku 2008. Miał wystąpić również we Wrocławiu na festiwalu Jazztopad w 2012 roku, koncert został jednak odwołany z powodu problemów zdrowotnych muzyka.
Zmarł 11 czerwca 2015 w godzinach porannych z powodu nagłego zatrzymania krążenia.

## Dyskografia (wybór)
- Something Else! (1958)
- Tomorrow Is the Question! (1959)
- The Shape of Jazz to Come (1959)
- Change of the Century (1959)
- This Is Our Music (1960)

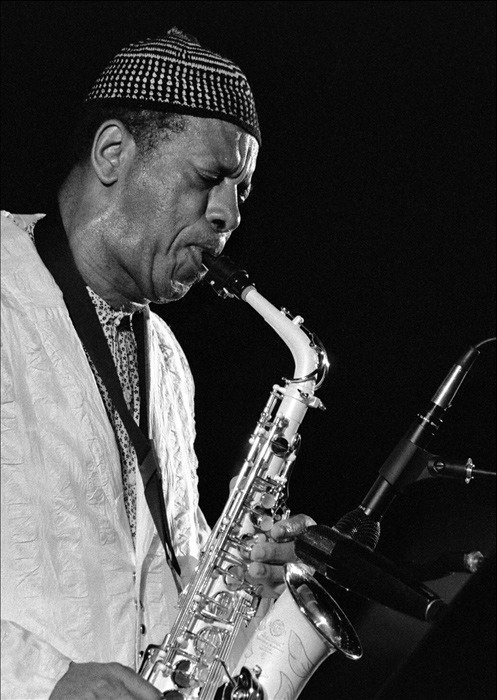
Ornette Coleman

- Free Jazz: A Collective Improvisation (1960)
- Ornette! (1961)
- Ornette on Tenor (1961)
- The Art of the Improvisers (1961) (wyd. 11. 1970)
- Twins (1961) (wyd. 10. 1971)
- To Whom Who Keeps a Record (1960) (wyd. koniec 1975)
- Beauty Is a Rare Thing (1961)
- Town Hall (1962)
- Chappaqua Suite (1965)
- An Evening with Ornette Coleman (1965)
- Who's Crazy Vol. 1/Vol. 2 (1965)
- The Paris Concert (1965)
- Live at the Tivoli (1965)
- At the „Golden Circle” Vol. 1/Vol.2 (1965)
- The Empty Foxhole (1966)
- The Music Of Ornette Coleman: Forms And Sounds (1967)
- The Unprecedented Music of Ornette Coleman (1968)
- Live in Milano (1968)
- New York Is Now (1968)
- Love Call (1968)
- Ornette at 12 (1968)
- Crisis (1969)
- Broken Shadows (1969)
- Friends and Neighbors (1970)
- Science Fiction (1971)
- Broken Shadows (1972)
- Paris Concert (1966)
- The Belgrade Concert (1971)
- Skies of America (1972)
- Dancing in Your Head (1976)
- Body Meta (1976)
- Soapsuds, Soapsuds (1977, z Charliem Hadenem)
- Of Human Feelings (1979)
- Opening the Caravan of Dreams (1983)
- Prime Time/Time Design (1983)
- Song X (1985, z Patem Methenym)
- In All Languages (1987)
- Virgin Beauty (1988)
- Live at Jazzbuehne Berlin (1988)
- Naked Lunch (1991)
- Tone Dialing (1995)
- Sound Museum: Hidden Man (1996)
- Sound Museum: Three Women (1996)
- Colors (1996; z Joachimem Kuhnem)
- Sound Grammar (2006)